# ジョン・ボール (作家)
ジョン・ボール（John Ball、1911年7月8日 - 1988年10月15日）は、アメリカの推理作家。黒人刑事「ヴァージル・ティッブス」シリーズの作者として知られる。

## 経歴
1911年 、ニューヨーク州生まれ。キャロル大学を卒業後、商業パイロットとなる。第二次世界大戦ではアメリカ陸軍に所属して、飛行教師をつとめる。その後は民間のパイロット、新聞の編集者・コラムニスト、ラジオ局の解説者などに従事した。
1965年に発表した黒人警察官ヴァージル・ティッブスを主人公とする長編『夜の熱気の中で』で人気となる。同作でアメリカ探偵作家クラブ（MWA）賞の新人賞を受賞。1967年に映画化され（日本では『夜の大捜査線』の題名で公開）、シドニー・ポワチエがヴァージル・ティッブスを演じた。ヴァージル・ティッブスのモデルは、空軍諜報局につとめていた、ボールの友人である。
気圏研究所の広報部長ののち、執筆のかたわら警察の技術顧問や、保安官事務所の予備副保安官をつとめる。カリフォルニア大学サンディエゴ校のミステリ・ライブラリの理事長、編集責任者であった。
妻は日系人で作家でもあり、ナン・ハミルトン名義でミステリ小説・ロマンス小説等を書いた。ボールは合気道の初段。

## 主な著作

### ヴァージル・ティッブスもの
- In the Heat of the Night (1965年)　シリーズ最初の長編。『夜の熱気の中で[5]』
- The Cool Cottontail (1966年)　第２長編。『白尾ウサギは死んだ』
- Johnny Get Your Gun (1969年)　『拳銃をもつジョニー』
- Five Pieces of Jade (1972年)　『五つの死の宝石』

### ジャック・タロン警察署長もの
- Police Chief　(1977年) 　『警察署長』
- Trouble for Tallon　(1981年)　『タロン奮闘す』

### ノンシリーズ
- Rescue Mission (1966年)　航空小説。『航空救難隊』
- Last Plane Out (1970年)　航空小説。『最後の飛行』
- The First Team (1971年)　『原子力潜水艦、北へ』

### 編集担当
- 『犯行現場へ急げ』 (ハヤカワ・ミステリ文庫 アメリカ探偵作家クラブ傑作選)  1982/8/1　ジョン・ボール (編集), 尾坂力 (翻訳)